# Mariano Drago
Mariano Drago (nacido Drago Mario Šijanec, el 18 de diciembre de 1907 en Pula, Imperio Austrohúngaro, fallecido el 2 de noviembre de 1986 en La Lucila, Argentina) fue un músico, director de orquesta y compositor de ascendencia yugoslava (eslovena), nacionalizado argentino.

## Reseña biográfica

### Nacimiento e infancia
Nació el 18 de diciembre de 1907 en la ciudad istria de Pula, ciudad que por entonces formaba parte del Imperio Austrohúngaro. Su padre era profesor de música y director de banda de la Escuela de la Armada Austrohúngara, cuyos buques fondeaban en dicha ciudad. Con corta edad su madre, docente de música de escuela secundaria, le enseñó a tocar el piano y el violín.

### Formación
Inició sus estudios primarios en la escuela Miroslav de Pula. Finalizada la Primera Guerra Mundial, la región de Istria es anexada por Italia, por lo que en 1919 la familia Šijanec se traslada a Máribor. Allí Mario completó estudio de nivel en la Escuela Secundaria de Máribor. Demuestra una precoz capacidad al completar sus primeras composiciones de índole folklórica y composiciones teatrales ligeras como estudiante durante este período. En el año 1927 recibió la Diplomatura Nacional Eslovena.
En 1927 compuso junto a Pino Mlakar la obra "meloplastični" para el conjunto de ballet Ptič Samoživ, con coreografía del propio Pino Mlakar. Ya en este período es reconocido por la prensa como luminaria partícipe de la llamada "generación Máribor", junto con Mlakar, Rudi Leskovar, Bratko Kreft, Ferdo Delak, Roman Klasinc, Polde Stanek y Edvard Kocbek.

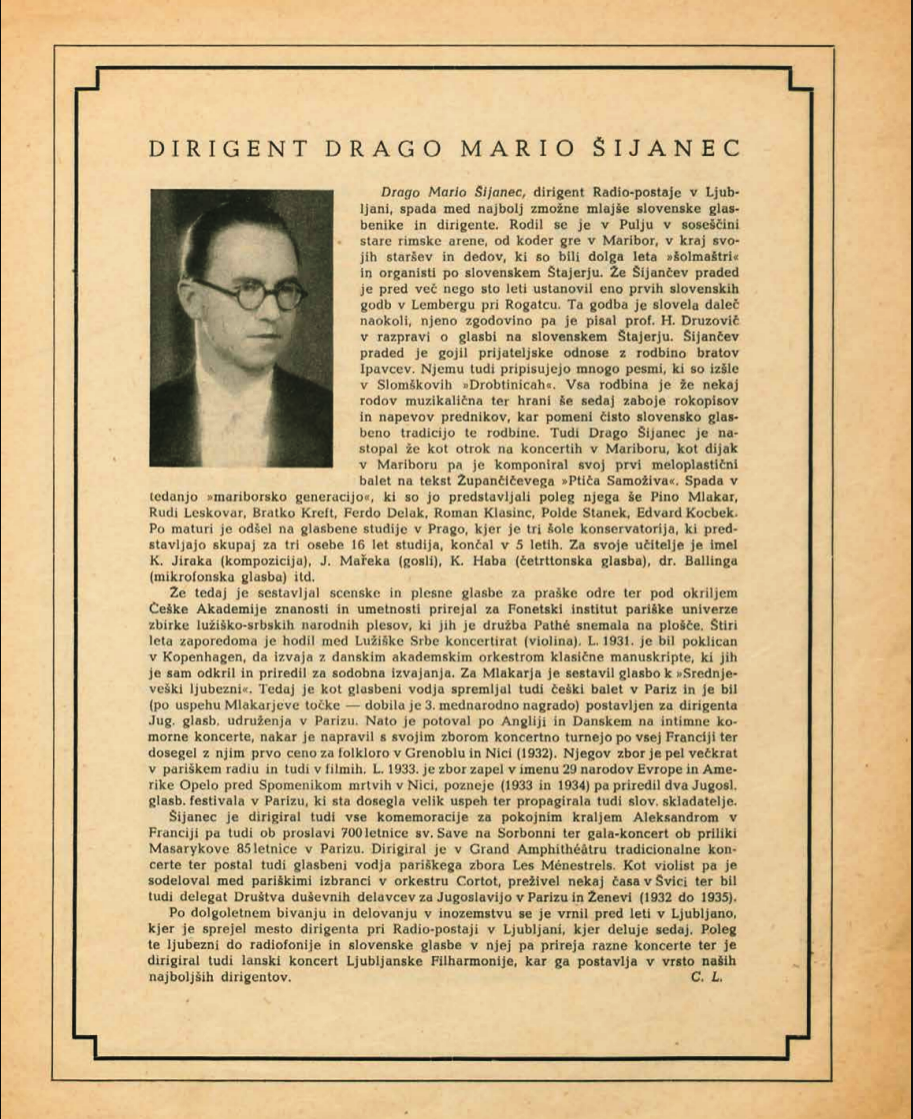
Detalle Biográfico contenido en el programa "Concierto Eslavo" de Filarmónica Ljubliana, dirigida por Mario Drago Sijanec (Mariano Drago). c. 1940.

Ese mismo año se traslada a Praga (por entonces capital de Checoslovaquia, la llamada capital musical de Europa) para especializarse en la ejecución de la viola, así como para iniciar sus estudios de composición musical y dirección orquestal para ballet. Estudia allí con Karel Boleslav Jirák (composición), J. Marek (ejecución). En el año 1931 participa en la Competición Internacional de Composiciones en París, donde obtiene un tercer premio. Completó también estudios en grabación musical magnetofónica y teoría de micrófonos con Karla Habe y Dr. Balling, diplomaturas que recibió en 1932. Durante sus estudios en Praga, organizó a sus paisanos yugoslavos y compuso una serie de études folclóricos de su tierra, los cuales llamaron la atención de los teóricos de la música y que se conservan en el Musée du Geste et de la Parole, La Sorbona, París.  
Es en ese año que su aplicación recibió la atención de Francia, por lo cual fue laureado con una beca trianual del Instituto de Fonética de dicho país. Se trasladó entonces a París y concurrió a la École Normale de Musique, donde perfeccionó sus estudios de Dirección Orquestal.

### Consagración en Europa
En París fue director de la orquesta de la Sociedad de Música Yugoslava, miembro del Cuarteto Yugoslavo de París, también fue director y ejecutante solista en la orquesta de Alfred Cortot. También se convirtió en director itinerante de la orquesta Sinfónica Adriática, director del coro francés de música medieval Lès Menestrels, y también grabó mucha música incidental para cortometrajes y largometrajes de cine y piezas para radio.

#### Retorno a Eslovenia
En 1934, se funda en Eslovenia la Filarmónica Ljubljana, formada principalmente por miembros de la Orquesta de Ópera y la Sociedad Orquestal eslovena. A pesar de las dificultosa situación económica, la Sociedad Orquestal se propuso de manera entusiasta invitar a grandes directores y solistas europeos para tocar con ella (Lovro Matačić, Hermann Scherchen, Zlatko Baloković, Robert Soëtens, Rudolf Firkušny, Arthur Rubinstein, Jaroslav Kocian, Jan Kubelik, Gaspar Cassadó i Moreu, Alfred Cortot, Nikita Magaloff, Karel Reiner, Pancho Vladigerov, Aleksander Čerepnin, etcétera).
Muchos de los concertistas recomiendan al joven Šijanec Drago, por lo que en 1935 éste recibe una propuesta firme por parte de las autoridades culturales eslovenas para fundar y dirigir una Orquesta Sinfónica Estable en la Radio RTV Ljubljana. Šijanec Drago acepta la propuesta y regresa a Eslovenia, estableciéndose en su capital Ljubljana, donde vivirá durante diez años. 
Es en este período donde establece sus composiciones y las mismas reciben aire a través de las frecuencias de onda corta y media, siendo oído en toda Europa Oriental y en Moscú. Se distingue en sus composiciones folclóricas eslavas así como en las ejecuciones de música clásica occidental.
Comienza también allí a dirigir un coro masculino de 16 cantantes fundado dos años antes por el director y compositor Franz Kimovec, al cual expande y lo convierte en coro mixto. Continúa allí con la serie de colaboraciones con el bailarín y coreógrafo esloveno Pino Mlakar.

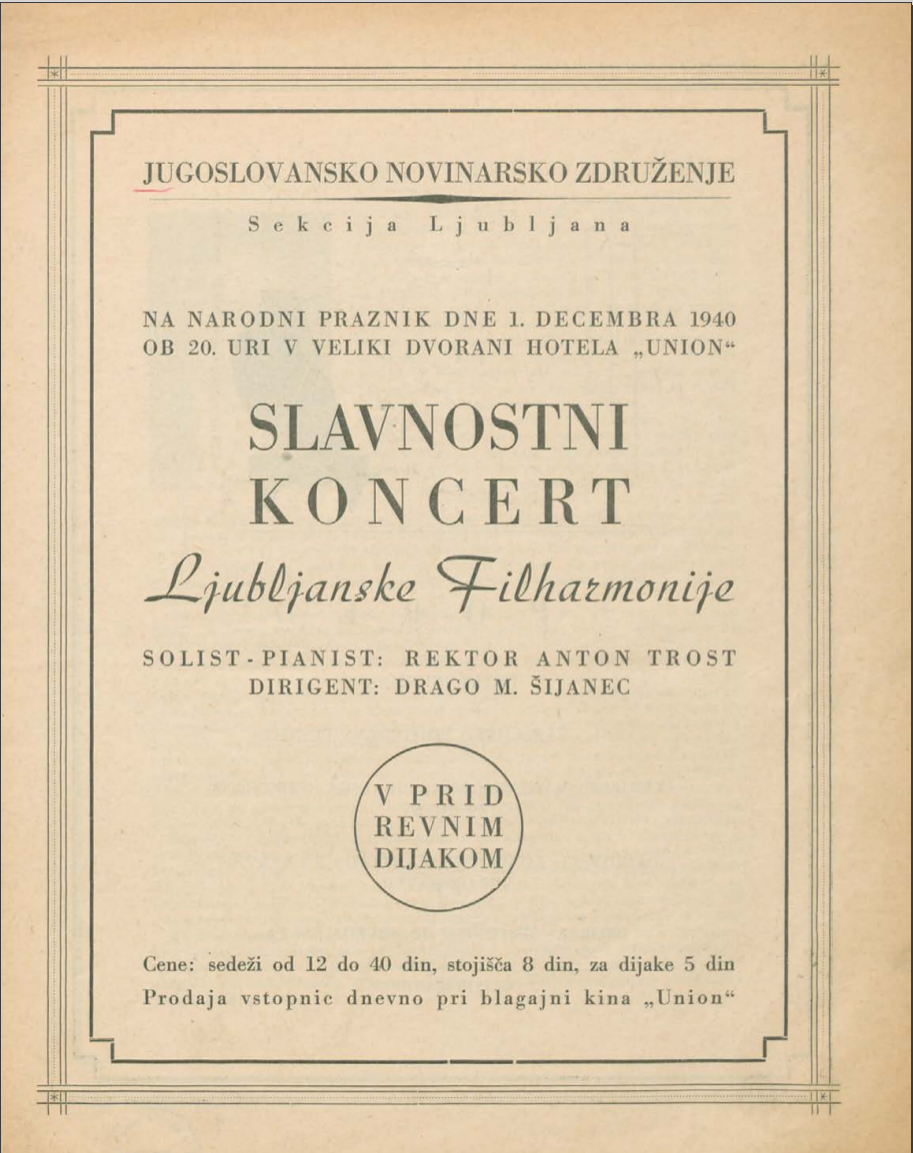
Programa de la Filarmónica de Radio Ljubliana del acto "Concierto Eslavo", dirigida por Drago Mario Sijanec (Mariano Drago).

Durante la Segunda Guerra Mundial la operación de la orquesta radial de la capital eslovena se hace cada vez más dificultosa. El 6 de abril de 1941 estalla la invasión del Eje y la posterior ocupación del reino de Yugoslavia, con la anexión de Ljubljana por parte de la Italia Fascista. La operación radial se ve degradada y en ocasiones interrumpida. Sin embargo, las expresiones culturales de la Orquesta Radial y de la filarmónica eslovena continuaron durante la Ocupación italiana, bajo la batuta de Šijanec Drago.

“Siguiendo la iniciativa de miembros de las Orquestas de Radio y de Ópera, se ha fundado una orquesta sinfónica especial que se ha dado a la tarea de ofrecer una serie de conciertos sinfónicos con programas muy interesantes, bajo los auspicios de la Sociedad Orquestal. Damos una calurosa bienvenida a esta iniciativa de nuestros generosos músicos”
Periódico Esloveno "Jutro"

En adición a las conciertos de ópera, se realizaron numerosos recitales, conciertos de cámara y sinfónicos, distinguiéndose el lleno total del Gran Salón Unión de la Ljubljana ocupada, en una era donde el público anhelaba el entretenimiento musical como forma de olvidar los momentos de la guerra.
En 1943 tras la caída de Mussolini, tropas alemanas toman control de la capital eslovena, aunque formalmente esta seguiría formando parte de la República Social Italiana. El 9 de mayo de 1945 se produce la liberación de Eslovenia por parte de distintas facciones partisanas yugoslavas y del Ejército Rojo. El antiguo Gobierno Esloveno fue sometido al silencio cultural. La orquesta de radio Ljubljana fue asignada a Ciril Cvetko, compositor quien además había tenido experiencia liderando varios grupos vocales durante su acción en las filas partisanas. Šijanec se convierte en persona non grata de modo que es obligado a abandonar su trabajo en Radio Ljubljana, y también se le prohibió trabajar en el país.
Finalizada la Segunda Guerra Mundial Šijanec marchó a Italia, donde fue rápidamente reconocido y en Venecia obtuvo un lugar como violista en la Orquesta de la Ópera de Turín. En el período 1946-47 se desempeñó en la ciudad lombarda de Busto Arsizio, dirigiendo la orquesta Filarmónica G. Rossini.  En 1947 ya trabajaba con el ballet estable de La Scala de Milán, donde participó en una serie de presentaciones que los italianos planeaban para viajar a América. Entre las 12 escalas planeadas se contaba Buenos Aires.

### En la Argentina
Šijanec llega a la Argentina a principios de 1947, durante la primera presidencia del general Juan Domingo Perón, para realizar una serie de presentaciones en el país junto con el ballet estable de La Scala de Milán. Las autoridades culturales locales lo tientan para permanecer en el país. En julio de 1947 se convierte en el Director Estable del Teatro Argentino de La Plata, y adquiere el nombre artístico de Mariano Drago. En julio de 1948 es nombrado Director de Estudios Artísticos de dicha institución. En La Plata tuvo una exitosa carrera como Maestro Director, y también fue un miembro fundador del Centro Cultural Esloveno en la Argentina. En 1954 el Rector de la Universidad Nacional de La Plata lo nombra Asesor Musical, y en dicha casa de estudios funda la Cátedra de Dirección Orquestal. En 1954 se convierte en profesor de la Escuela Superior de Bellas Artes. 
Desde 1956 fue Director del Instituto de Capacitación Orquestal de Avellaneda, donde enseñó a jóvenes directores e instrumentista para orquestas sinfónicas. En el período 1957-59 se desempeña como Maestro Director de la Banda Sinfónica de la Ciudad de Buenos Aires.

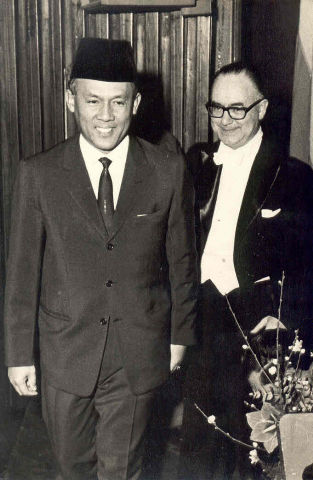
Mariano Drago recibe un presente del embajador de Indonesia en la Argentina (1965).

Durante todo este período como Director del Teatro Argentino de la Plata compone y dirige obras para distintas formaciones corales, como la Coral lagun Onak (con Luis Pérez Aguerre y el padre Luis Mallea). En 1959 realiza un viaje a su país natal Yugoslavia, donde fue director Invitado para la Orquesta Filarmónica de Máribor.
Durante la década del 1960 el Maestro se encarga de la formación de directores e instrumentistas y dirige en los grandes teatros argentinos para las orquestas más importantes, entre ellas el Coro Polifónico Nacional. Asimismo realiza giras anuales por toda Latinoamérica dirigiendo en carácter de Maestro Invitado. 
Durante la década de 1970 y 1980 también ofreció estudios privados de dirección orquestal a gran cantidad de músicos y compositores jóvenes y consagrados. Entre los alumnos del Maestro Mariano Drago, tanto de manera particular como en los conservatorios argentinos, se encuentran Carlos Kleiber, Lalo Schifrin, Luis Bacalov, López Puccio, Anton Soler Biljensky, Alicia Terzian, Dante Santiago Anzolini, Juan Carlos Zorzi y Gabriel Senanes entre otros.

## Vida personal
En 1970 contrae matrimonio con Alicia Ofelia Arcuri en la ciudad de Vicente López.

### Fallecimiento
Fallece de un paro cardíaco el 2 de noviembre de 1986 en la ciudad de La Lucila. Sus cenizas fueron esparcidas en la localidad de Cacharí.

## Premios y reconocimientos
- Con la composición "Amor Cortesano" para Ballet se haría con el tercer premio en la Competición Internacional de Ballet que se realizó en el Théâtre Champs Elysées de París en 1931.
- El Mozarteum de la ciudad de Salzburgo (Austria) le confirió en 1967 la medalla Mozart.
- En 1969 recibe medalla de la UNESCO.
- En 1971 recibe medalla de cultura por parte del Embajador Danés en la Argentina.
- En 1971 recibe medalla del Sr. Embajador de la República de Noruega en la Argentina.